# Breede Beek
De Breede Beek is een beek in Gelderland die van Slichtenhorst dwars door Nijkerk naar het Nijkerkernauw en de randmeren loopt. 
De Breede Beek wordt gevoed met regen- en grondwater vanuit de zandgronden tussen de buurtschappen Appel en Kruishaar.De beek meandert met korte bochten door de weilanden richting Amersfoort. De beek is in dit eerste deel ten zuiden van de Slichtenhorsterweg smaller dan vroeger. Het zuid-noord lopende deel richting de stuw in de Slichtenhorsterweg is enkele meters breed. De aftakking naar het oosten langs de wijk Strijland wordt de Strielandse beek genoemd. Vanaf de stuw in de Slichtenhorsterweg loopt de inmiddels smalle beek door de woonwijk van Nijkerk in de richting van het centrum. Ook na de onderdoorgang van de spoorlijn blijft de beek erg smal. Na de onderdoorgang van de Callenbachstraat loopt de beek via het parkje langs het Wheemplein. Binnen Nijkerk heet de gedeeltelijk overkluisde beek Bremersloot Oost. Na de onderdoorgang in de Langestraat loopt de Bremersloot Oost naast de Kloosterstraat in de richting van het Plein en de Kolkstraat in de richting van het bedrijventerrein van Nijkerk. Het gedeelte vanaf het bedrijventerrein tot het Nijkerkernauw heet Arkervaart.

## Economisch belang
De Breede Beek voorzag de Nijkerker inwoners van grachtwater, blus- en waswater. Naast drinkwater leverde de beek ook water voor de stadsboerderijen en de tabaksfabrieken. Op 27 maart 1413 kreeg Nijkerk stadsrechten van de hertog van Gelre. Vanaf Nijkerk liep de Breede Beek naar de Zuiderzee. De gegraven Arkervaart (ook Arkergrift of Arkergraft) was dan ook van groot belang voor de handel. In 1648 werd de beek daarom vanaf de veste tot de zee verbreed en verdiept ten behoeve van de scheepvaart.
Door het water van de beek op te stuwen kon een watermolen worden aangedreven. Van 1656 tot rond 1716 stond aan de beek een grutmolen. Na de verzanding van de Arkervaart werd deze watermolen vervangen door een rosmolen. In 1857 werd deze rosmolen afgebroken. 
Aan de beek ligt op het Landgoed Slichtenhorst de wijngaard Wijngaard aan de Breede Beek. 
Kanaaltje van Zwartebroek
De Breede Beek ontspringt aan de zuidkant van de es van Schavenou bij Slichtenhorst en werd dan ook wel Slichtenhorsterbeek genoemd. De buurtschap Slichtenhorst ligt op een dekzandrug. Aan het begin van de twaalfde eeuw gaf de bisschop van Utrecht toestemming om het Nijkerkerveen te ontginnen. Om daarbij de Zwartebroekse moerassen (ook wel Appelerbroek genoemd) droog te kunnen leggen werd een verbinding gegraven naar de Breede Beek. Het drie kilometer lange Kanaaltje vanuit Zwartebroek liep ten noorden van de Koperweg dwars door de dekzandrug naar de Blankenhoefse Weg. Om de oevers van het kanaaltje tegen afkalving door het stromende water te beschermen, werden de oevers vlak boven het wateroppervlak beplant met essen. Het kanaaltje diende tevens om de Breede Beek en daarmee ook de Nijkerker verdedigingsgracht en de boerderijen van Slichtenhorst het hele jaar door van voldoende water te voorzien.

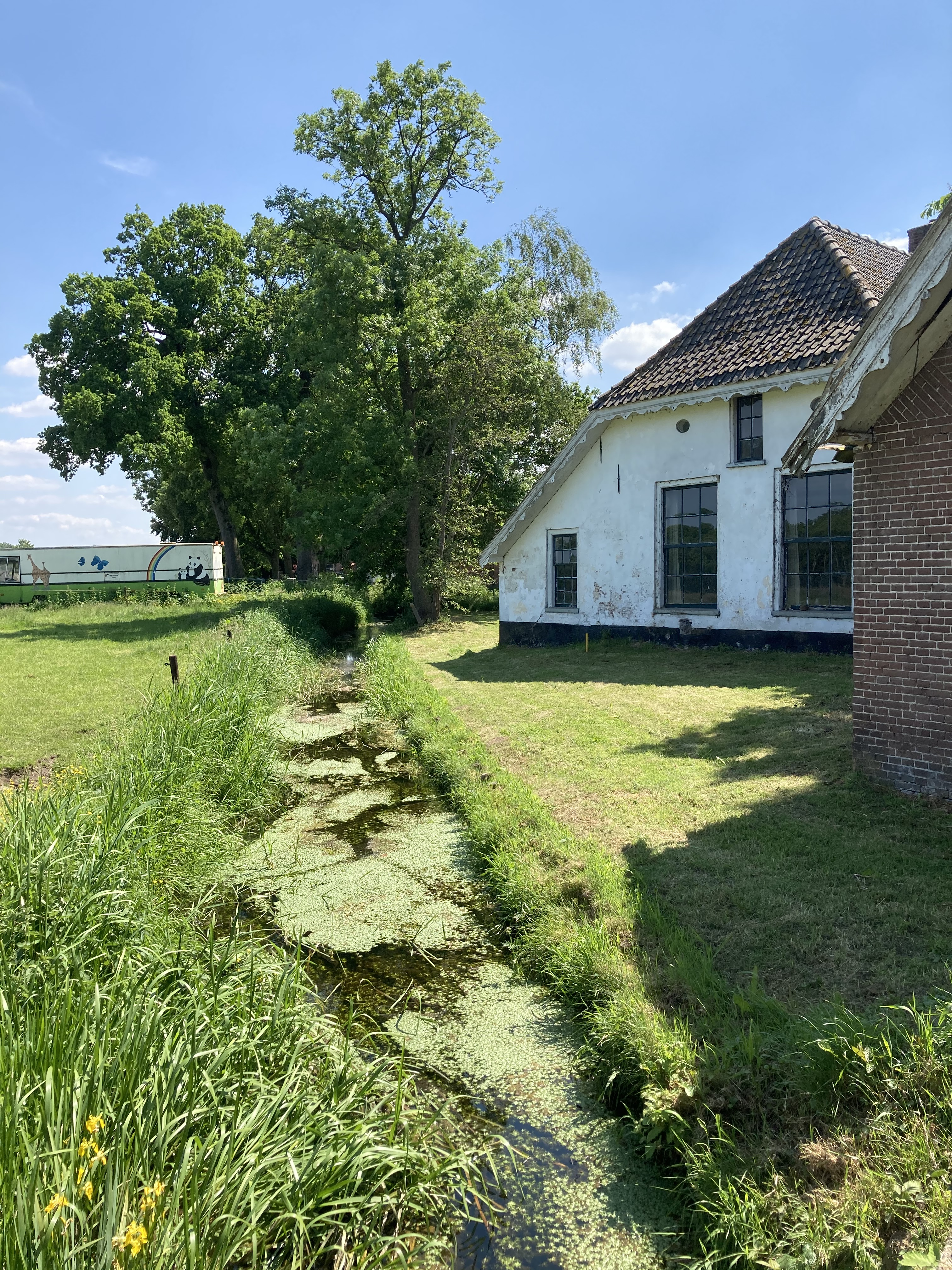
Door de weilanden bij Nordengoed
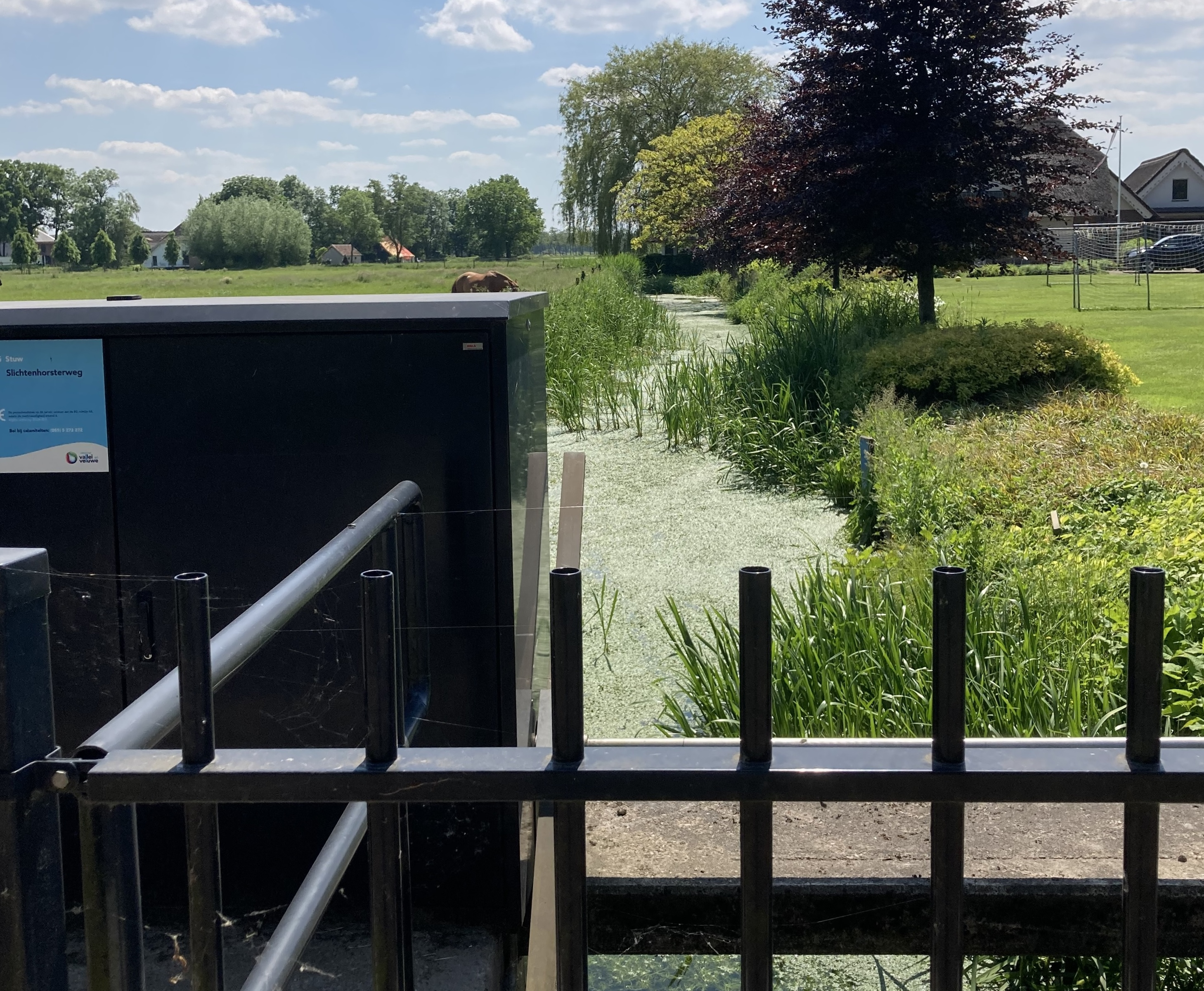
Stuw Slichtenhorsterweg
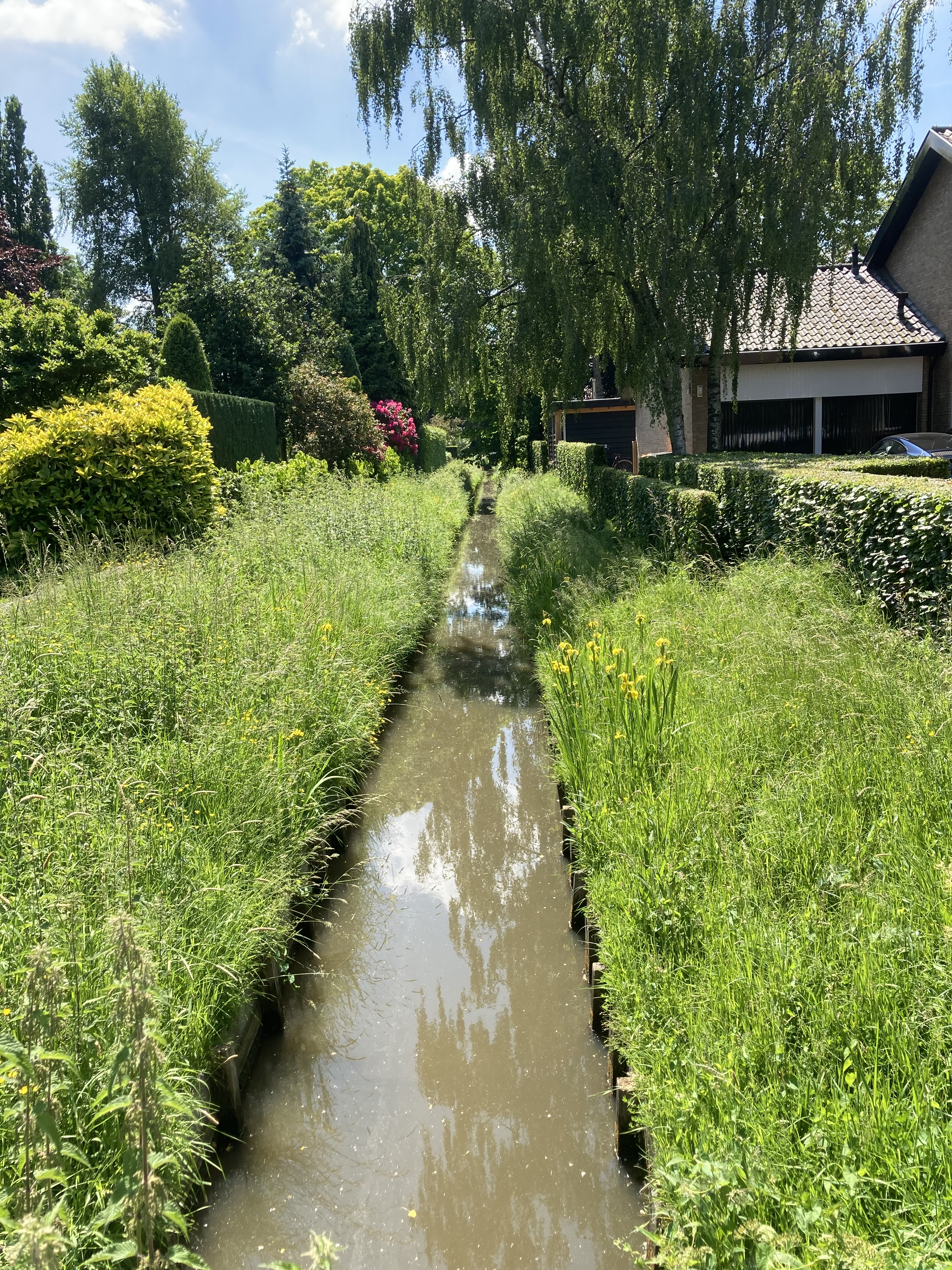
Door de woonwijk
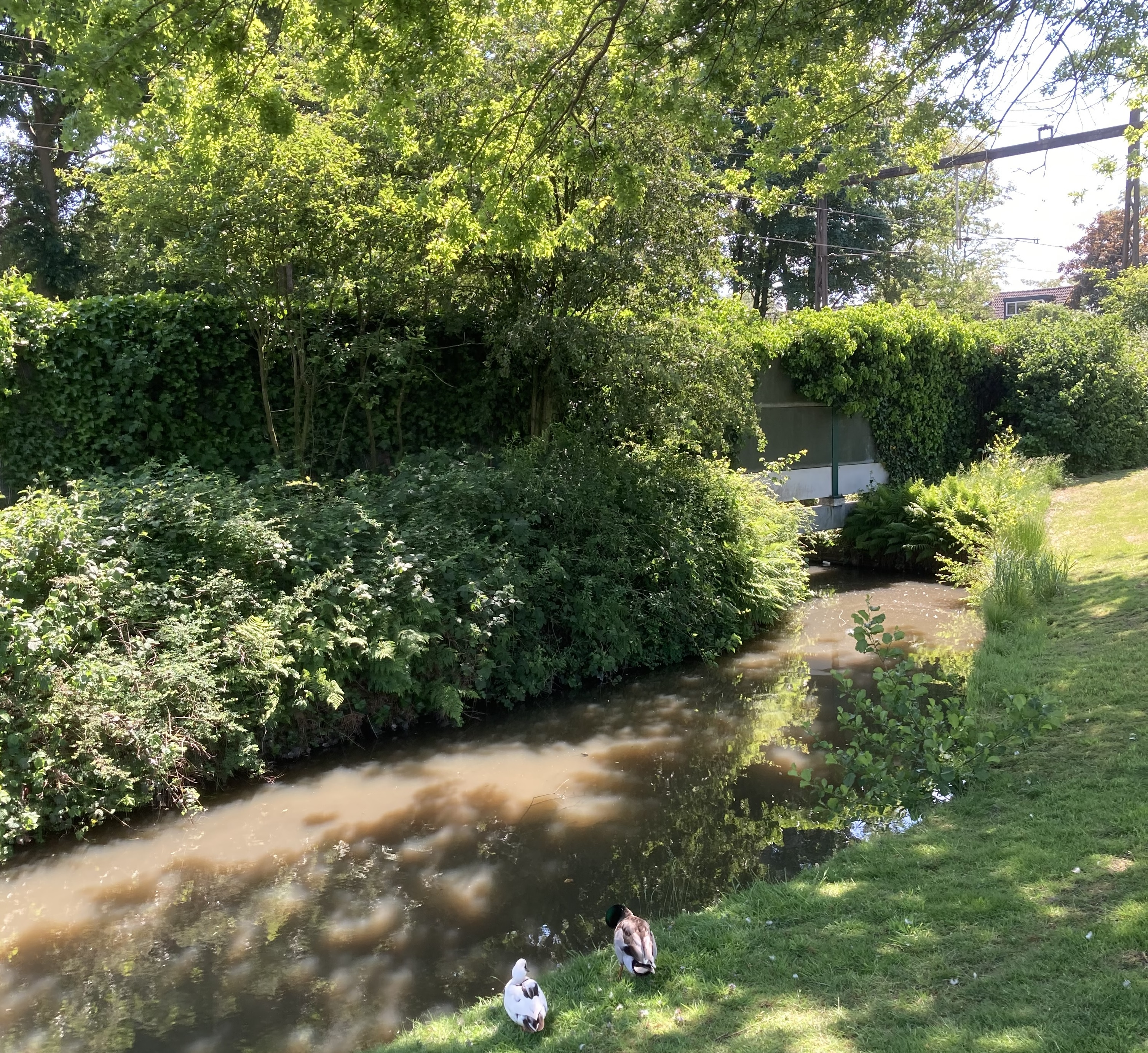
Onderdoorgang spoorlijn kijkend in zuidelijke richting
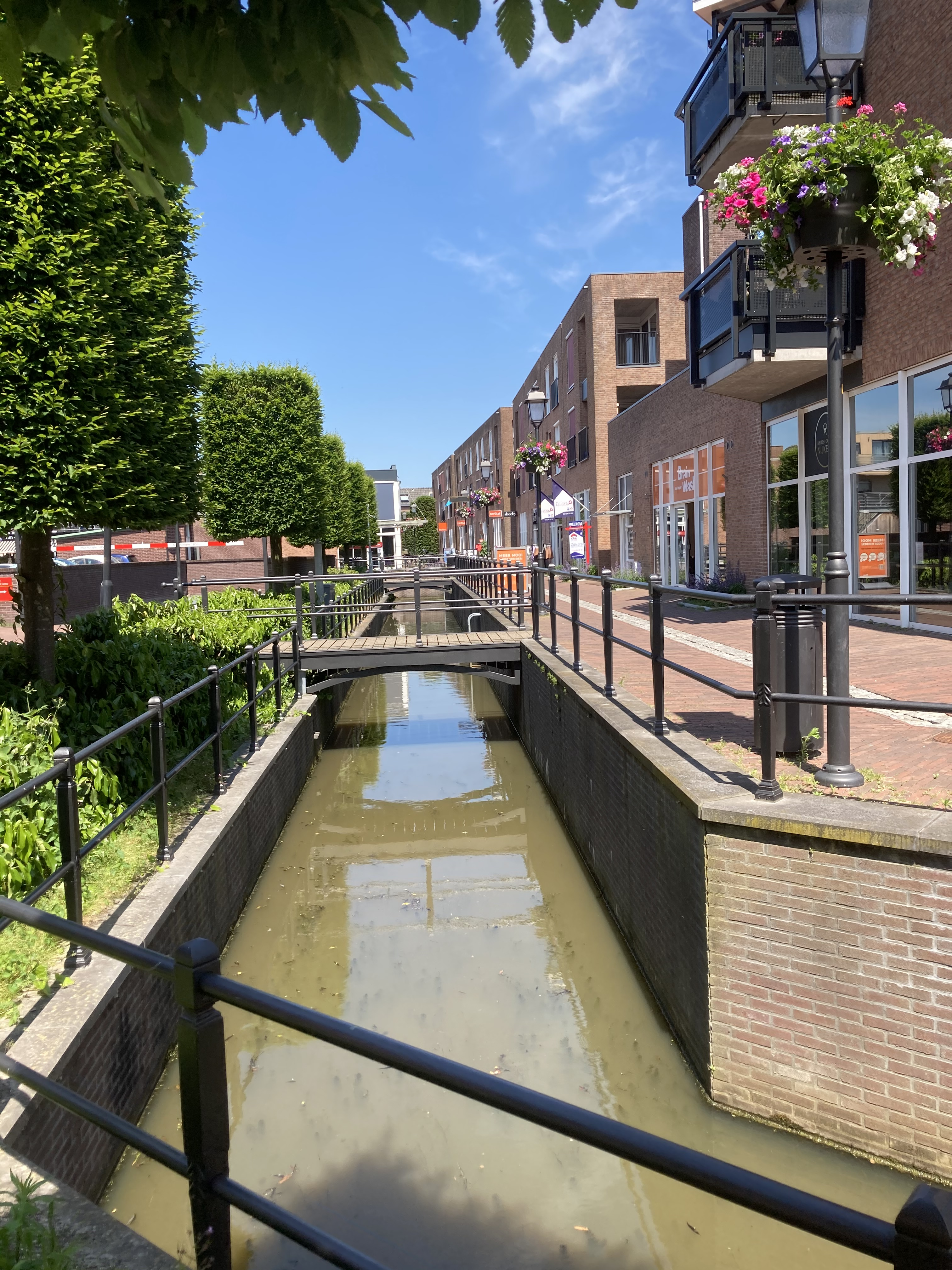
Wheemplein
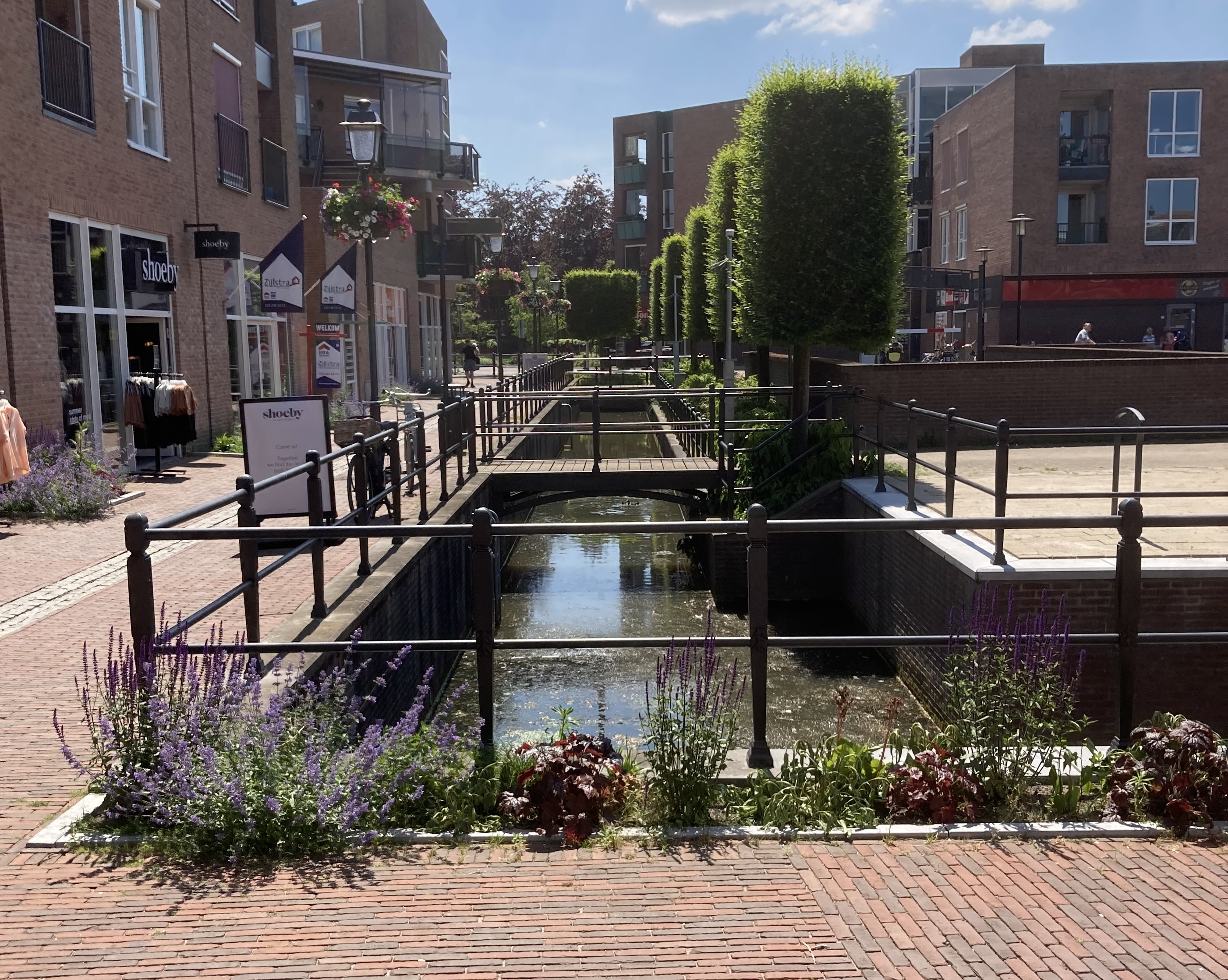
Vanaf het Wheemplein
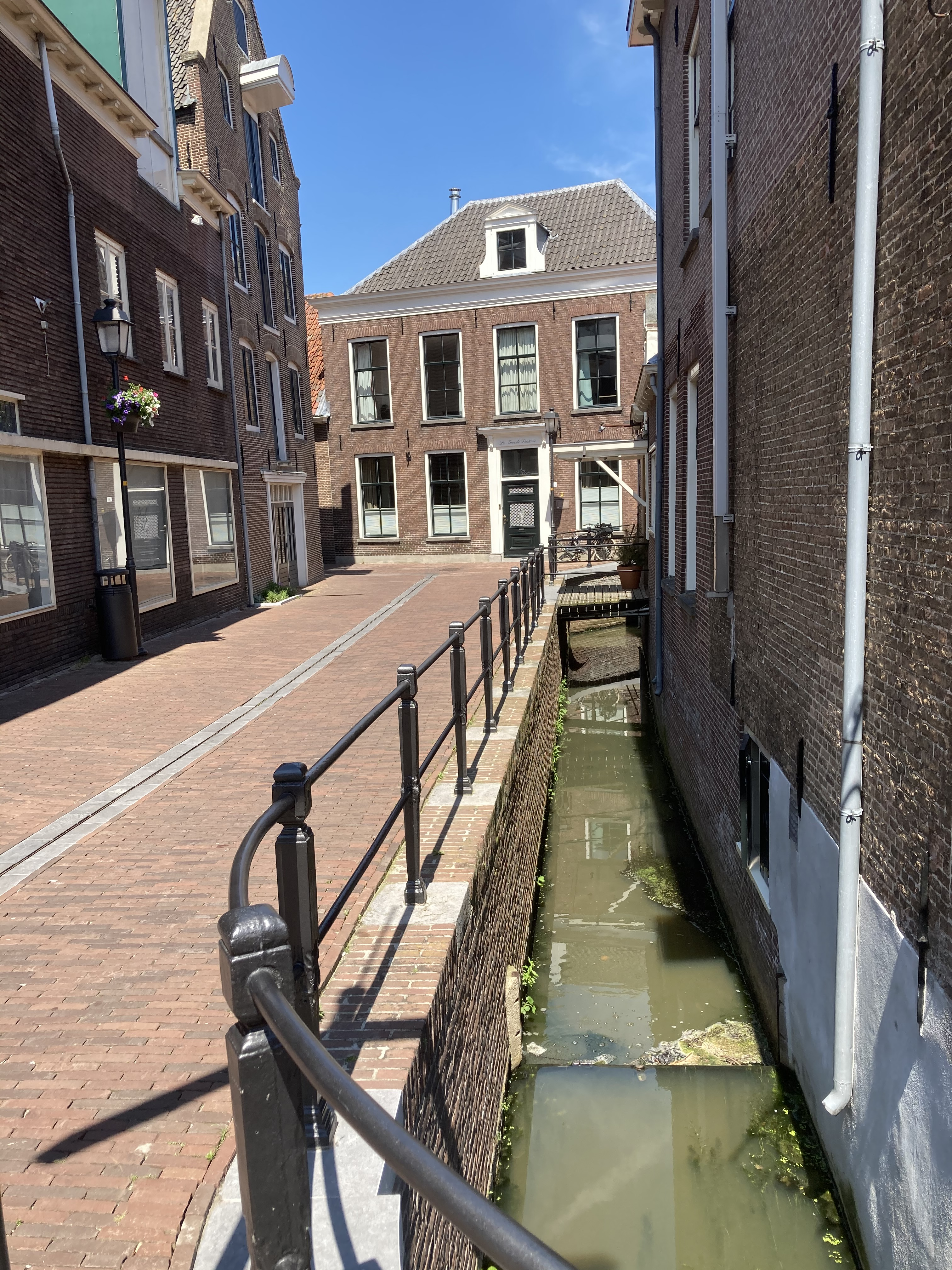
Kloosterstraat